# Blood of the Earth (Hawkwind)
Blood of the Earth es el vigésimo cuarto álbum de estudio de Hawkwind, lanzado por Eastworld en 2010.
El CD incluye un par de reversiones: "You’d Better Believe It", original de "Hall of the Mountain Grill", de 1974, y "Sweet Obsession", original del álbum de Dave Brock en solitario "Earthed to the Ground", de 1984.
El álbum fue también lanzado en disco de vinilo, y en edición limitada como CD doble.

## Lista de canciones
1. "Seahawks" (Brock) – 6:14
2. "Blood of the Earth" (Brock, Matthew Wright) – 2:59
3. "Wraith" (Brock, Hone) – 6:07
4. "Green Machine" (Hone) – 4:04
5. "Inner Visions" (Blake) – 4:29
6. "Sweet Obsession" (Brock) – 4:45
7. "Comfy Chair" (Brock) – 4:54
8. "Prometheus" (Blake, Hone) – 5:48
9. "You'd Better Believe It" (Brock) – 7:11
10. "Sentinel" (Blake, Hone) – 6:03

Bonus tracks
1. "Starshine"  (Brock, Jason Stuart) - 7:11
2. "Sunship" (Darbyshire, Hone) - 2:54 [sólo en vinilo]

## Personal
- Dave Brock: guitarra, voz, teclados
- Niall Hone: guitarra, bajo, teclados, sampling
- Mr. Dibs: bajo, voz
- Tim Blake: teclados
- Richard Chadwick: batería, voz
- Matthew Wright: voz en "Blood of the Earth"
- Jason Stuart: teclados en "Starshine"